# Eriopyga xera
Eriopyga xera là một loài bướm đêm trong họ Noctuidae.